# Вахрушев Георгій Васильович
Георгій Васильович Вахрушев (29 листопада 1894, село Некрасовка Уфимської губернії, тепер Гафурійського району, Башкортостан, Російська Федерація — 6 травня 1966, місто Уфа, тепер Башкортостан, Російська Федерація) — радянський вчений-геолог та громадський діяч. Доктор геолого-мінералогічних наук (1942), професор (1943). Перший голова президії Башкирської філії АН СРСР (1951—1956). Депутат Верховної ради СРСР 4-го скликання.

## Життєпис
У 1927 році закінчив геолого-біологічне відділення фізико-математичного факультету Казанського університету.
У 1934—1938 роках керував гірничо-геологічним сектором Інституту промисловості ВДНГ БАРСР, одночасно в 1936—1938 роках працював начальником науково-дослідного сектору Башкирського геологічного управління. У 1938—1951 роках — завідувач кафедри динамічної геології Саратовського державного університету. Член ВКП(б).
Організатор в місті Уфі Гірничо-геологічного інституту та перший його директор (за сумісництвом) до 1954 року.
У 1951—1956 роках — голова президії Башкирської філії Академії наук СРСР.
Першовідкривач родовища верхньодевонських горючих сланців, верхньопермського та третинного вугілля в Західній Башкирії. Їм було обґрунтовано необхідність вивчення мезозойських і кайнозойських відкладень з метою пошуків нафтових родовищ у Західній Башкирії, розчленував крейдяні, третинні, четвертинні відкладення Башкирії та почав вивчення нових тектонічних рухів у регіоні. Вчений здійснив опис карстових печер Башкортостану, провів гідрогеологічні та інженерно-геологічні дослідження термічних явищ на Янгантау. Одним із перших впровадив геоморфологічні методи в геології: історичний принцип геоморфологічного картування, структурну геоморфологію, новітню тектоніку, зв'язок сучасного рельєфу з тектонікою.
Автор понад 230 наукових праць, в тому числі: «Загадки Капової печери (Шульган-Таш)» (1960), «Мінеральні води і грязі Башкирії» (1961), «Від морської та льодовикової ізотопних шкал до спелеотемної хронології палеокліматичних подій» та ін.
Помер 6 травня 1966 року в місті Уфі.

## Нагороди
- орден Леніна
- медалі
- Заслужений діяч науки Башкирської АРСР (1954)